# Дорога в Коринф (фильм)
«Дорога в Коринф» (фр. La Route De Corinthe) — художественный фильм 1967 года режиссёра Клода Шаброля. Совместное производство Франции, Италии и Греции. Экранизация одноимённого романа Клода Ранка.

## Сюжет
В греческом порту полиция задерживает фокусника, обнаружив в его реквизите небольшие чёрные коробочки с электроникой непонятного назначения. После жестокого допроса в полиции фокусник сознаётся, что коробочки предназначены для подавления системы радаров НАТО, размещённых на территории Греции. Сообщив также, что только он ввёз уже свыше десятка таких коробочек, фокусник кончает жизнь самоубийством, приняв ампулу с цианистым калием.
Руководство американских разведслужб поручает своим агентам в Греции Шарпсу (Мишель Буке), Форду (Кристиан Маркан) и Диксу (Морис Роне) найти и обезвредить вражескую сеть по ввозу и установке коробочек. У Форда есть информатор, который за 1000 долларов готов сообщить место, куда доставляются и где монтируются коробочки. Во время встречи информатор сообщает, что коробочки поступают на фабрику по обработке мрамора Калхидеса, после чего стремительно убегает от преследующих его людей с оружием, так и не получив свои деньги.
Удовлетворённый Форд возвращается в гостиницу к любимой жене Шенни (Джин Сиберг) с намерением отметить свой успех. Когда Шенни выходит из душа, то обнаруживает мужа убитым и сама теряет сознание от удара рукояткой пистолета по голове. Преступник вкладывает оружие в руки Шенни, делая её главной подозреваемой в убийстве мужа.
Шенни оказывается в тюрьме, куда к ней под видом православного священника приходит так и не получивший денег информатор и договаривается с ней о встрече на кладбище около могилы мужа, где по-прежнему собирается продать свою информацию. Вскоре ввиду отсутствия улик Шенни освобождают, и она выходит на свободу с намерением отомстить за смерть мужа и завершить его дело. Однако её желание довести дело до конца и просьба выдать ей 1000 долларов на оплату услуг информатора встречает резкий протест со стороны Шарпса. Он вручает ей билет на самолёт, а до того отлёта поручает Диксу отвезти её в гостиницу «Хилтон» и ни на минуту не спускать с неё глаз вплоть до вылета на родину.
Шенни удаётся обманом выскользнуть из номера, и она отправляется в аэропорт, чтобы сдать билет и получить деньги, но ей это не удаётся. Тогда она очаровывает на улице богатого грека, едет в его дом, получает с него оплату за интимные услуги в размере 1000 долларов, наносит ему один болезненный удар в пах и убегает.
У входа на кладбище её караулят Шарпс и Дикс, но она проходит через другие ворота и встречается с информатором, который сообщает ей, что перевалочной базой, куда доставляются коробочки и где они устанавливаются, является фабрика Калхидеса, который и возглавляет всю группу диверсантов. В этот момент состоящий на службе у Калхидеса жирный толстяк с детским лицом и в костюме сотрудника похоронного бюро убивает информатора, а саму Шенни похищает.
Он заводит Шенни в склеп, который служит секретной базой организации, однако ей удаётся обозначить лепестками роз маршрут их движения. Тем временем между Шарпсом и Диксом возникает конфликт. Шарпс как начальник группы требует прекратить операцию, в то время, как Дикс настаивает на том, что надо найти Шенни и помочь ей. В итоге Дикс заявляет о своём увольнении и идёт на кладбище на поиски Шенни. По брошенным лепесткам Дикс находит склеп, а в нём — оружие, убивает сотрудника похоронного бюро, вызволяет Шенни и вместе с ней убегает по тайному подземному ходу.
Они приезжают на фабрику Калхидеса, обманывают охрану, проникают на территорию и обнаруживают гипсовые скульптуры, внутри которых установлены чёрные коробочки. Эти скульптуры затем развозятся по всей стране, образуя сеть глушения радаров. Шенни и Дикс вызывают полицию, но самим им приходится бежать, так как на место приезжают вооружённые люди Калхидеса. Когда прибывает полиция, то ей ничего не удаётся обнаружить, так как статуи с коробочками уже вывезены с территории фабрики.
Шенни замечает грузовик с фабрики Калхидеса, перевозящий одну из статуй и останавливает её с просьбой подвезти. Вместе с молодым шофёром она едет к античному храму в Коринф, по дороге выведывая у него тайны фирмы Калхидеса. На территории храма их ловят люди Калхидеса, шофёра убивают, а сам Калхидес привязывают Шенни к вагонетке и собирается столкнуть со скалы. Однако используя свои женские чары, Шенни уговаривает Калхидеса освободить её. В этот момент появляется Дикс, который стреляет в Калхидеса, а затем сталкивает его на вагонетке в пропасть. Шарпс рапортует об успешно проведённой операции, а Шенни и Дикс вместе улетают на родину.

## В ролях
- Джин Сиберг — Шанни
- Морис Роне — Декс
- Мишель Буке — Шарпс
- Кристиан Маркан — Роберт Форд
- Клод Шаброль — Алкивиад (в титрах не указан)
- Антонио Пассалья — убийца
- Саро Урци — Халид
- Паоло Жиюсти — Жозио

## Съёмочная группа
- Режиссёр: Клод Шаброль
- Продюсер: Андре Женовье
- Сценарист: Клод Ранк (роман), Даниель Буланже, Клод Брюле
- Композитор: Пьер Жансен
- Оператор: Жан Рабье

Картина снята Шабролем с теми же основными актёрами, что и «Демаркационная линия».